# Svante Falk
Svante Falk, född den 18 december 1845 i Eskilstuna, död den 24 februari 1928 i Stockholm, var en svensk militär.
Falk var bror till Matths Falk och farbror till Per Falk.
Falk blev underlöjtnant vid Göta artilleriregemente 1868, löjtnant där 1875 och kapten 1884. Han blev kapten vid Göta trängbataljon 1891. Falk befordrades till major i armén 1893 och vid trängen 1894. Han var chef för Göta trängbataljon 1894–1908. Falk befordrades till överstelöjtnant i armén 1898 och vid trängen 1903. Han blev överste i armén 1905 och i 3:e arméfördelningens reservbefäl 1908. Falk blev riddare av Svärdsorden 1891 och kommendör av andra klassen av samma orden 1907.